# Ammasso di Ercole
L'Ammasso di Ercole (Abell 2151) è un ammasso di galassie situato nell'omonima costellazione alla distanza di oltre un miliardo di anni luce dalla Terra.
È inserito nel Catalogo Abell redatto nel 1958 ed ha una classe di ricchezza 2, in quanto formato da 129 galassie. È un ammasso di tipo III secondo la classificazione di Bautz-Morgan in quanto contiene anche numerose galassie spirali. Inoltre sono presenti diverse galassie interagenti.
L'Ammasso di Ercole è parte del Superammasso di Ercole (SCl 160) che a sua volte fa parte della Grande Muraglia CfA2. La galassia più luminosa è l'ellittica NGC 6041.

## Galleria d'immagini

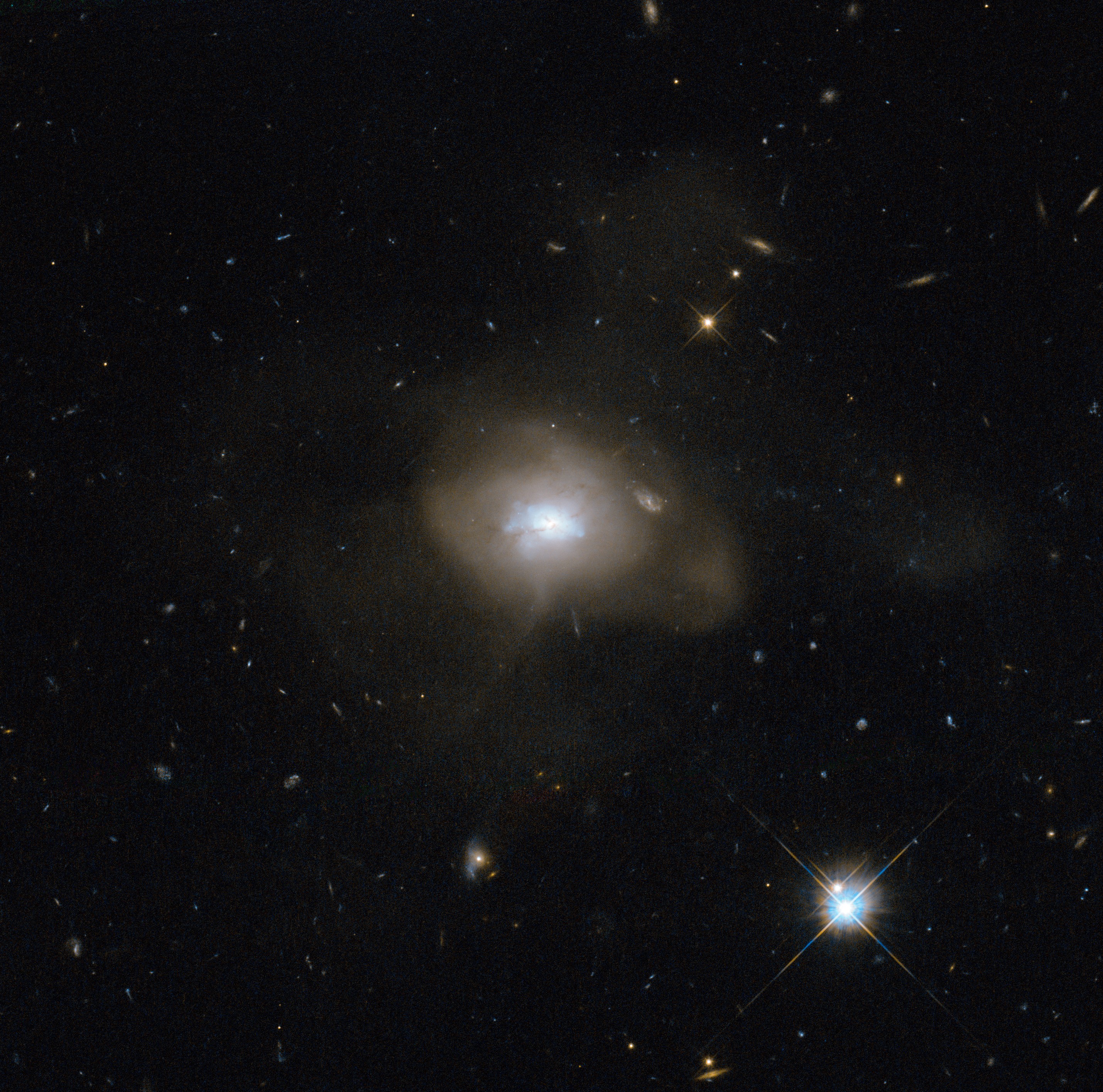
LEDA 3087775
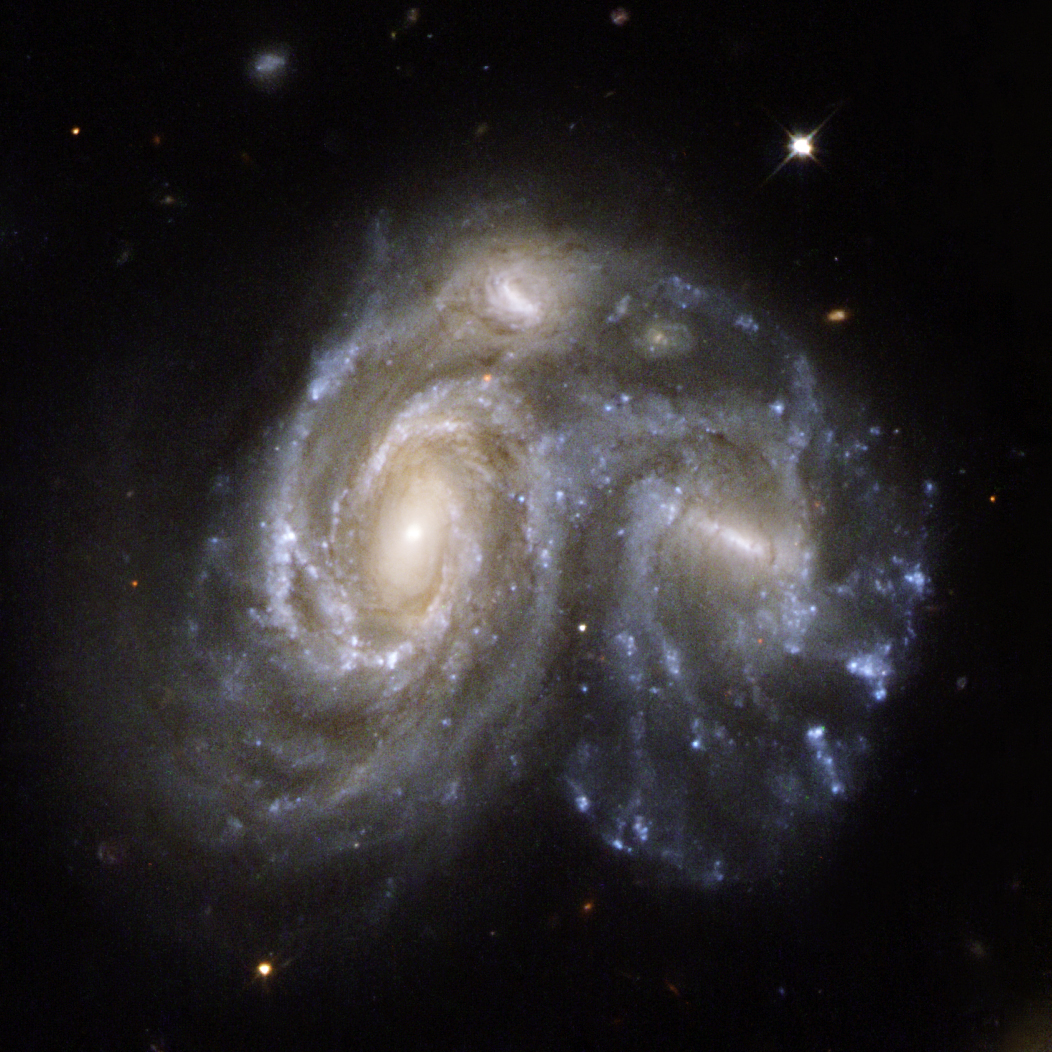
Arp 272

## Membri dell'ammasso
Sono elencate alcune delle galassie che compongono l'Ammasso di Ercole.
| Immagine | Nome      | Nome alternativo                            | Tipo  | R.A.        | DEC        | Distanza M. di a.l. | Redshift (z) | Note |
| -------- | --------- | ------------------------------------------- | ----- | ----------- | ---------- | ------------------- | ------------ | --- |
|          | NGC 6034  | MCG +03-41-062, PGC 56877                   | E     | 16h03m32.1s | +17°11'55" | 466,7               | 0,03388      | |
|          | NGC 6039  | NGC 6042, PGC 56972, MCG 3-41-79            | E-S0  | 16h04m39.6s | +17°42'03" | 480,4               | 0,034874     | |
|          | NGC 6041  | NGC 6041A, UGC 10170, MCG+03-41-078, VV 213 | E-S0  | 16h04m35.3s | +17°43'09" | 484,3               | 0,035151     | È la più luminosa dell'ammasso, interagisce con la più piccola NGC 6041B; in vicinanza PGC 3098103, una terza più piccola galassia. |
|          | NGC 6041B | UGC 10170, DRCG 34-65, PGC 56960            | E-S0  | 16h04m34.9s | +17°43'03" | 479,1               | 0,034777     | Interagisce con NGC 6041 |
|          | NGC 6043A | MCG 3-41-86, PGC 57019                      | SB0   | 16h05m01.4s | +17°44'32" | 455,3               | 0,033039     | Interagisce con NGC 6043B |
|          | NGC 6043B | MCG 3-41-86, PGC 57019                      | UCd   | 16h05m00.6s | +17°46'25" | 426,9               | 0,030981     | Interagisce con NGC 6043B |
|          | NGC 6044  | MCG 3-41-84, PGC 57015                      | S0    | 16h05m01.4s | +17°44'32" | 456                 | 0,033106     | |
|          | NGC 6047  | MCG 3-41-87, PGC 57033                      | E3    | 16h05m09.0s | +17°43'48" | 430,5               | 0,031262     | |
|          | NGC 6053  | NGC 6057, MCG 3-41-106, PGC 57090           | E2    | 16h05m31.3s | +17°57'49" | 487                 | 0,035341     | |
|          | NGC 6054  | MCG 3-41-103, PGC 57086, VV 220             | SB0   | 16h05m38.1s | +17°46'04" | 468,7               | 0,034010     | |
|          | NGC 6055  | UGC 10191, MCG 3-41-101, PGC 57076          | SB0   | 16h05m32.5s | +18°09'34" | 468,7               | 0,037773     | |
|          | NGC 6056  | IC 1176, MCG 3-41-100, PGC 57075            | SB0-a | 16h05m31.3s | +17°57'49" | 541,8               | 0,039327     | |
|          | Arp 71    | APG 272, VV 220, NGC 6045                   | GP    | 16h05m07.9s | +17°45'28" | 465                 | 0,033310     | Coppia di galassie interagenti (NGC 6045A e NGC 6045B)                                                                              |
|          | Arp 172   | APG 172, VV 194                             | GB    | 16h05m27.0s | +17°35'54" | 461,1               | 0,033687     | Coppia di galassie interagenti (IC 1178 e IC 1181)                                                                                  |
|          | Arp 272   | APG 272, VV 220                             | GP    | 16h05m22.8s | +17°45'18" | 485                 | 0,036852     | Coppia di galassie interagenti (NGC 5060 e IC 1179)                                                                                 |
|          | IC 1170   | PGC 56955                                   | E-S0  | 16h04m31.7s | +17°43'17" | 443,3               | 0,032166     | |
|          | IC 1173   | UGC 10180, MCG 3-41-89, PGC 57037           | SBc   | 16h05m12.5s | +17°25'22" | 479,5               | 0,034794     | |
|          | IC 1182   | UGC 10192, MCG 3-41-104, PGC 57084, VV 220  | S0-a  | 16h05m36.8s | +17°48'08" | 470,6               | 0,034157     | |
|          | IC 1183   | IC 1184, PGC 57086, MCG+03-41-103           | S0-a  | 16h05m38.1s | +17°46'04" | 461                 | 0,03401      | |
|          | IC 1185   | PGC 57096, MCG+03-41-110                    | Sab   | 16h05m44.7s | +17°43'01" | 478,8               | 0,034764     | |
|          | IC 1194   | PGC 57172, MCG +03-41-128                   | S0-a  | 16h06m39.3s | +17°45'40" | 506,9               | 0,03899      | |
|          | IC 1194A  | PGC 84742                                   | SAB0  | 16h06m38.6s | +17°47'00" | 503                 | 0,036785     | |
|          | UGC 10190 | PGC 84742                                   | Scd   | 16h05m26.3s | +17°41'49" | 506                 | 0,036949     | |